# Ayuntamiento de Barcelona
El Ayuntamiento de Barcelona (en catalán: Ajuntament de Barcelona) es una de las cuatro administraciones públicas con responsabilidad política en la ciudad de Barcelona, junto a la Administración General del Estado de España, la Generalidad de Cataluña y la Diputación de Barcelona. Tiene sus orígenes históricos en el Consejo de Ciento. 
Desde 1979 sus responsables políticos son escogidos por sufragio universal por los ciudadanos de Barcelona con derecho a voto, en elecciones celebradas cada cuatro años. En la actualidad su alcalde es Jaume Collboni, que está al frente de un equipo de gobierno en minoría del PSC-PSOE y que fue elegido alcalde con los votos de su partido, de Barcelona en Comú y del Partido Popular.

## Casa consistorial
El ayuntamiento tiene su sede en la plaza de San Jaime de Barcelona (oficialmente plaça de Sant Jaume, en catalán), frente al Palacio de la Generalidad de Cataluña (siglo XIV). La Casa de la Ciudad o Palacio Municipal tiene su origen en 1369, con el Salón de Ciento, aunque a lo largo de los siglos ha sufrido múltiples remodelaciones. En los años 1960 se amplió con edificio contiguo, conocido como Novíssim, en la plaza de San Miguel (plaça Sant Miquel).

## Historia
El ayuntamiento de Barcelona es una institución cuyos orígenes se remontan al año 1249, durante el reinado de Jaime I, cuando se nombró un consejo de cuatro prohombres como «paers» (hombres que paz) que, asistidos por una asamblea de ocho consejeros, velaban por el buen gobierno del territorio de Barcelona. Estos cargos se renovaban anualmente. En 1284 el privilegio «Recognoverunt proceres» codificó el conjunto de costumbres válidas para Barcelona y su territorio, así como el Consejo de Ciento como institución rectora de la ciudad. Esta institución evolucionó con el decurso de los siglos hasta el final de la Guerra de Sucesión Española, cuando el rey Felipe V, a través del Decreto de Nueva Planta de 1716 suprimió el régimen de gobierno del Consejo de Ciento, instaurando un ayuntamiento según el modelo castellano, de matriz absolutista.
Durante la dictadura franquista el alcalde de Barcelona era nombrado por el Ministro de la Gobernación. El alcalde nombraba a los tenientes de alcalde y a los concejales presidentes de los consejos municipales de distrito, por lo que todos los cargos de poder del consistorio eran elegidos por designación directa. Los concejales eran elegidos en elecciones restringidas y según el sistema de tercios (en representación del tercio familiar o de cabezas del familia, del tercio sindical y del tercio corporativo o de entidades), aunque el papel del pleno municipal era testimonial. 
En 1979, tras las primeras elecciones democráticas municipales, Barcelona inició el camino hacia la gestión descentralizada de la ciudad. En el marco de la Ley 7/1985, de 2 de abril, reguladora de las bases del régimen local y del Real Decreto del 28 de noviembre de 1986, en 1998 el Parlamento de Cataluña aprobó la Carta Municipal que regula el régimen especial de Barcelona. Fue modificada el 14 de junio de 2006.

## Carta Municipal de Barcelona
Barcelona cuenta con un régimen jurídico especial aprobado por el Parlamento de Cataluña con la Ley 22/1998, de 30 de diciembre, de la Carta Municipal de Barcelona. Esta normativa autonómica otorga la ciudad un régimen especial en materia de organización del gobierno municipal, los distritos, participación y derechos de los vecinos, potestad normativa municipal y competencias municipales en materia de urbanismo, vivienda, infraestructuras, transportes urbanos, movilidad, telecomunicaciones, salud pública y consumo, servicios sociales, seguridad ciudadana, etc.
La actual Carta Municipal de Barcelona tiene como antecedente la aprobada por Decreto en 1960, en el contexto de la legislación local de la dictadura franquista.

## Competencias
El ayuntamiento es el organismo con mayores competencias y funcionarios públicos en la ciudad, ya que regula la vida diaria de los ciudadanos, e importantes asuntos como la planificación urbanística, los transportes, la recaudación de impuestos municipales, la gestión de la seguridad vial mediante la Guardia Urbana, el mantenimiento de la vía pública (asfaltado, limpieza...) y de los jardines... También es el responsable de la construcción de equipamientos municipales como guarderías, polideportivos, bibliotecas, residencias para la tercera edad, viviendas de protección pública...
El poder del ayuntamiento se estructura en dos niveles, ya que el ayuntamiento dividió la ciudad administrativamente en diez distritos. Existe un nivel de competencias municipales general, dirigido directamente por el alcalde de Barcelona y su equipo de gobierno, y que se ocupa de las cuestiones más generales e importantes de la ciudad, que se aplican a toda la ciudad.
Por otra parte existe otro nivel de competencias, delegadas en los distritos. Así, cada distrito tiene su propio centro político y administrativo, que funciona como un ente político con competencias propias, que ayudan a descentralizar la política de la ciudad y que los ciudadanos sientan la administración más cercana. Cada distrito, como un pequeño ayuntamiento territorial, tiene su propia Sala de Plenos donde se debaten las cuestiones políticas, y su propio equipo de gobierno, con un regidor (concejal) al frente y un número de entre 19 y 21 consejeros Municipales en proporción a los resultados electorales. El gobierno del distrito se forma en función del número de votos que cada partido recibe, en cada distrito, en las elecciones municipales de Barcelona. Así, sucede que, aunque el gobierno de la ciudad recaiga en un determinado partido, uno o varios distritos sean gobernados por otra formación política.

## Alcaldes

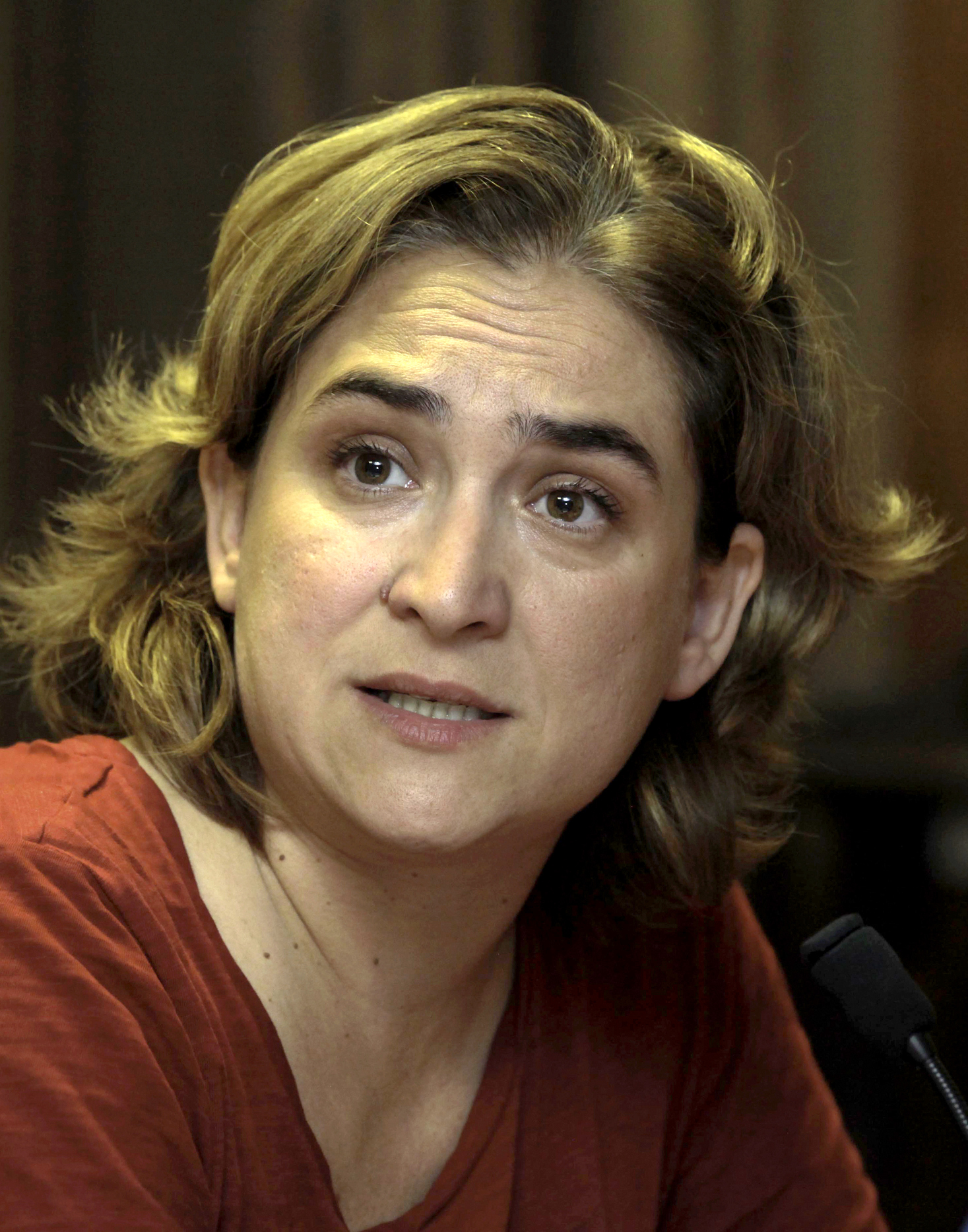
Ada Colau, alcaldesa de Barcelona entre 2015 y 2023

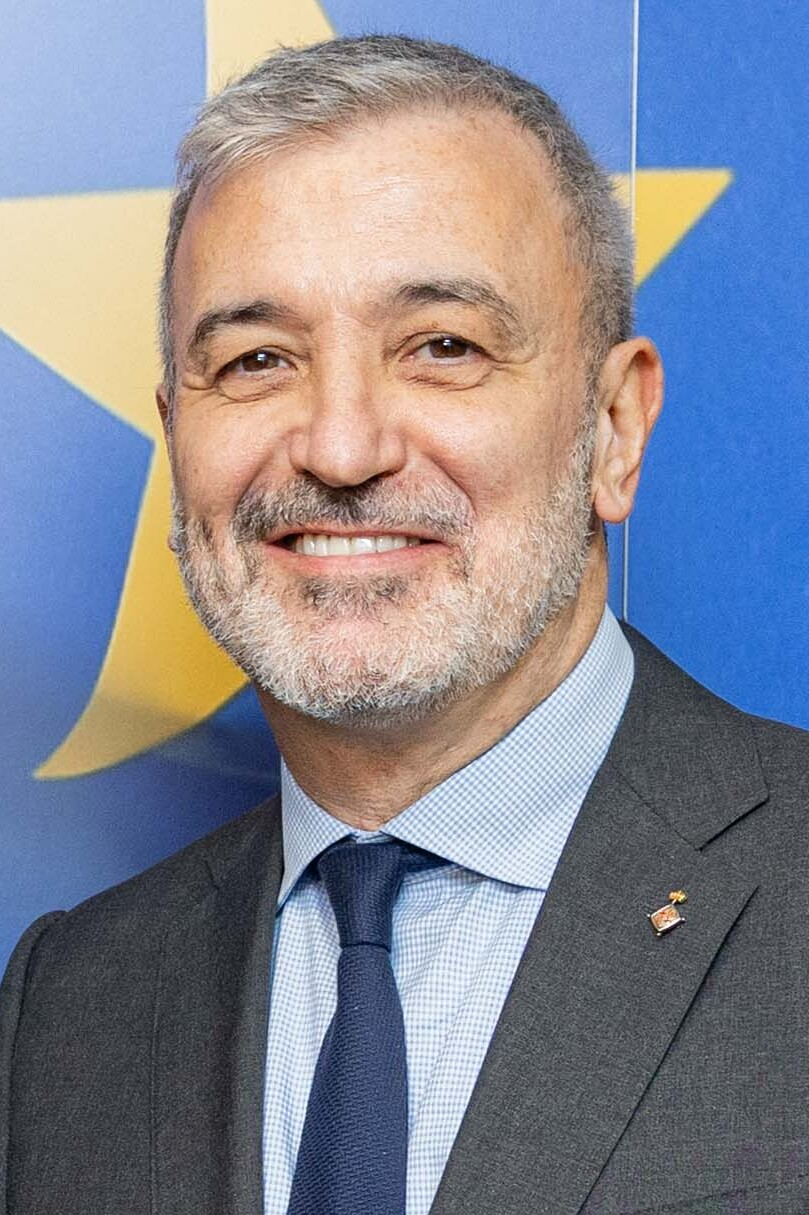
Jaume Collboni, alcalde desde 2023

El ayuntamiento de Barcelona ha tenido un total de 119 alcaldes desde su fundación en 1835. El primer alcalde designado de la ciudad fue José Mariano de Cabanes i ostentó el cargo durante seis meses, entre noviembre de 1835 y abril de 1836. En 1934, durante la Segunda República, Carles Pi i Sunyer fue investido como primer alcalde escogido por sufragio universal, en las primeras elecciones municipales en las que pudieron votar las mujeres. Durante el régimen franquista, José María de Porcioles, se convertiría en el alcalde que más tiempo ostentó el cargo (16 años entre 1957 y 1973). 
El primer alcalde del nuevo período democrático iniciado con las elecciones de 1979, fue Narcís Serra. También destacan, Pasqual Maragall que fue el que más tiempo ostento la alcaldía en período democrático, de 1982 a 1997, celebrándose las Olimpiadas bajo su mandato y Ada Colau, que fue, entre 2015 y 2023, la primera alcaldesa de la historia de Barcelona. El actual alcalde es Jaume Collboni, del PSC, quien fue elegido para el cargo tras las elecciones municipales de 2023. 
| Periodo   | Nombre                                                     | Partido                                    |
| --------- | ---------------------------------------------------------- | ------------------------------------------ |
| 1979-1983 | Narcís Serra (1979-1982) Pascual Maragall Mira (1982-1983) | Partit dels Socialistes de Catalunya (PSC) |
| 1983-1987 | Pascual Maragall Mira                                      | Partit dels Socialistes de Catalunya (PSC) |
| 1987-1991 | Pascual Maragall Mira                                      | Partit dels Socialistes de Catalunya (PSC) |
| 1991-1995 | Pascual Maragall Mira                                      | Partit dels Socialistes de Catalunya (PSC) |
| 1995-1999 | Pascual Maragall Mira (1995-1997) Joan Clos (1997-1999)    | Partit dels Socialistes de Catalunya (PSC) |
| 1999-2003 | Joan Clos                                                  | Partit dels Socialistes de Catalunya (PSC) |
| 2003-2007 | Joan Clos (2003-2006) Jordi Hereu (2006-2007)              | Partit dels Socialistes de Catalunya (PSC) |
| 2007-2011 | Jordi Hereu                                                | Partit dels Socialistes de Catalunya (PSC) |
| 2011-2015 | Xavier Trias                                               | Convergència i Unió (CiU)                  |
| 2015-2019 | Ada Colau                                                  | Barcelona en Comú                          |
| 2019-2023 | Ada Colau                                                  | Barcelona en Comú                          |
| 2023-act. | Jaume Collboni                                             | Partit dels Socialistes de Catalunya (PSC) |

## Acuerdos de investidura o coaliciones de gobierno
| Mandato   | Partidos implicados  | Concejales |
| --------- | -------------------- | ---------- |
| 1979-1983 | PSC-PSUC-CiU-ERC/FNC | 34/43      |
| 1983-1987 | PSC-PSUC             | 24/43      |
| 1987-1991 | PSC-ICV              | 23/43      |
| 1991-1995 | PSC-ICV              | 23/43      |
| 1995-1999 | PSC-ICV-ERC          | 21/41      |
| 1999-2003 | PSC-ICV-ERC          | 25/41      |
| 2003-2007 | PSC-ICV-ERC          | 25/41      |
| 2007-2011 | PSC-ICV              | 18/41      |
| 2011-2015 | CiU-PP               | 21/41      |
| 2015-2019 | BComú-PSC            | 15/41      |
| 2019-2023 | BComú-PSC            | 18/41      |
| 2023-2027 | PSC-BComú-PP         | 23/41      |

## Consejo Municipal
El Consejo Municipal es el órgano máximo de representación política de los ciudadanos en el gobierno de la ciudad de Barcelona. Está formado por 41 concejales, elegidos por sufragio universal cada cuatro años. El Consejo Municipal está presidido por el alcalde y funciona en sesiones plenarias y mediante comisiones.

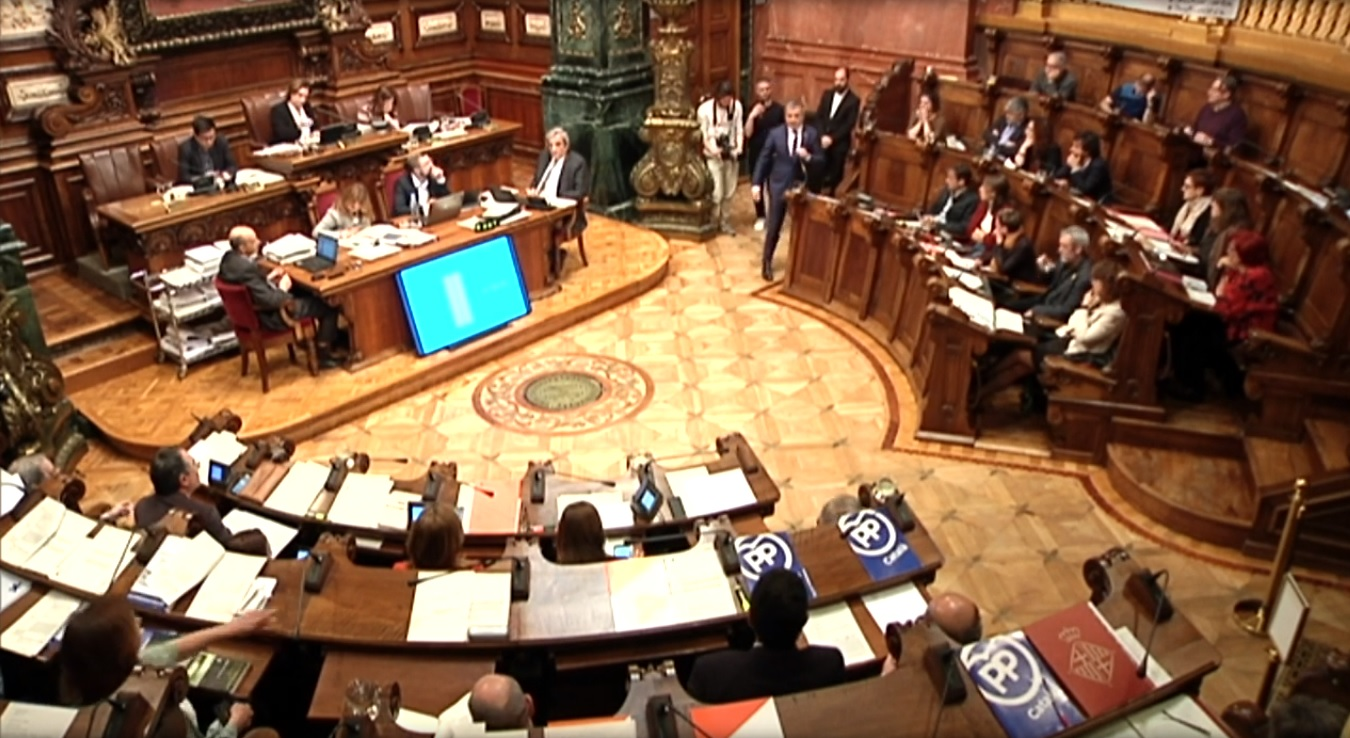
El Salón Carles Pi i Sunyer, durante una reunión plenaria

| Partido político    | Partido político                                                    | 2023   | 2019   | 2015   | 2011   | 2007   | 2003   | 1999   | 1995   | 1991   | 1987   | 1983   | 1979   |
| Partido político    | Partido político                                                    | Ediles | Ediles | Ediles | Ediles | Ediles | Ediles | Ediles | Ediles | Ediles | Ediles | Ediles | Ediles |
|                     | Junts per Catalunya (JxC)-Convergència i Unió (CiU)                 | 11     | 5      | 10     | 14     | 12     | 9      | 10     | 13     | 16     | 17     | 13     | 8      |
|                     | Partit dels Socialistes de Catalunya (PSC)                          | 10     | 8      | 4      | 11     | 14     | 15     | 20     | 16     | 20     | 21     | 21     | 16     |
|                     | En Comú Podem (ECP)-BeC-Iniciativa per Catalunya Verds (ICV)-PSUC   | 9      | 10     | 11     | 5      | 4      | 5      | 2      | 3      | 3      | 2      | 3      | 9      |
|                     | Esquerra Republicana de Catalunya (ERC)                             | 5      | 10     | 5      | 2      | 4      | 5      | 3      | 2      | 0      | 0      | 0      | 2      |
|                     | Partit Popular de Catalunya (PP)                                    | 4      | 2      | 3      | 9      | 7      | 7      | 6      | 7      | 4      | 3      | 6      | 0      |
|                     | Vox                                                                 | 2      | 0      | 0      | —      | —      | —      | —      | —      | —      | —      | —      | —      |
|                     | Candidatura d'Unitat Popular (CUP)                                  | 0      | 0      | 3      | 0      | —      | —      | —      | —      | —      | —      | —      | —      |
|                     | Ciutadans (CS)                                                      | 0      | 6      | 5      | 0      | 0      | —      | —      | —      | —      | —      | —      | —      |
|                     | Centro Democrático y Social (CDS)-Unión de Centro Democrático (UCD) | —      | —      | —      | —      | 0      | 0      | 0      | 0      | 0      | 0      | 0      | 8      |
| Total de concejales | Total de concejales                                                 | 41     | 41     | 41     | 41     | 41     | 41     | 41     | 41     | 41     | 41     | 41     | 41     |

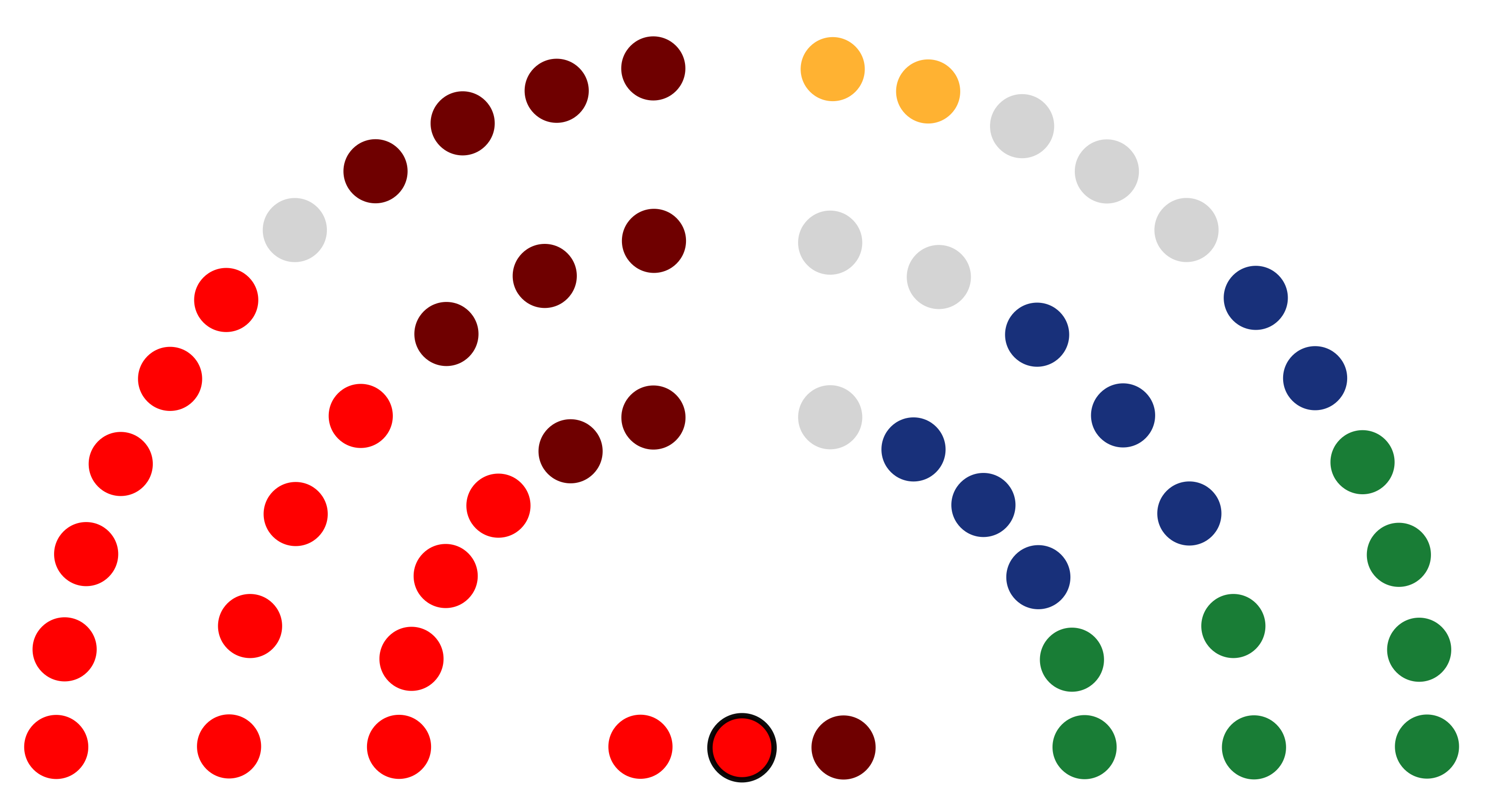
1979-1983
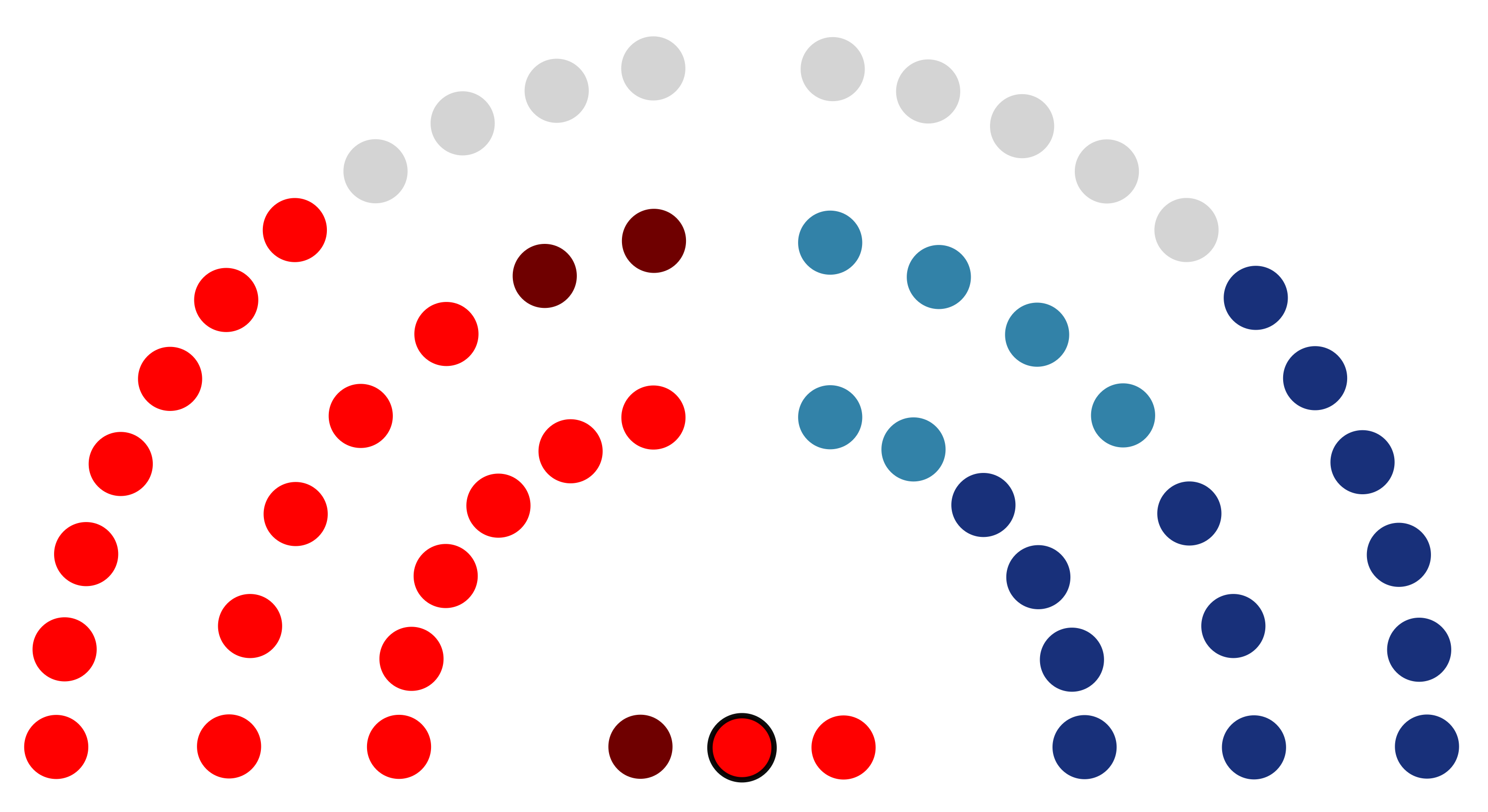
1983-1987
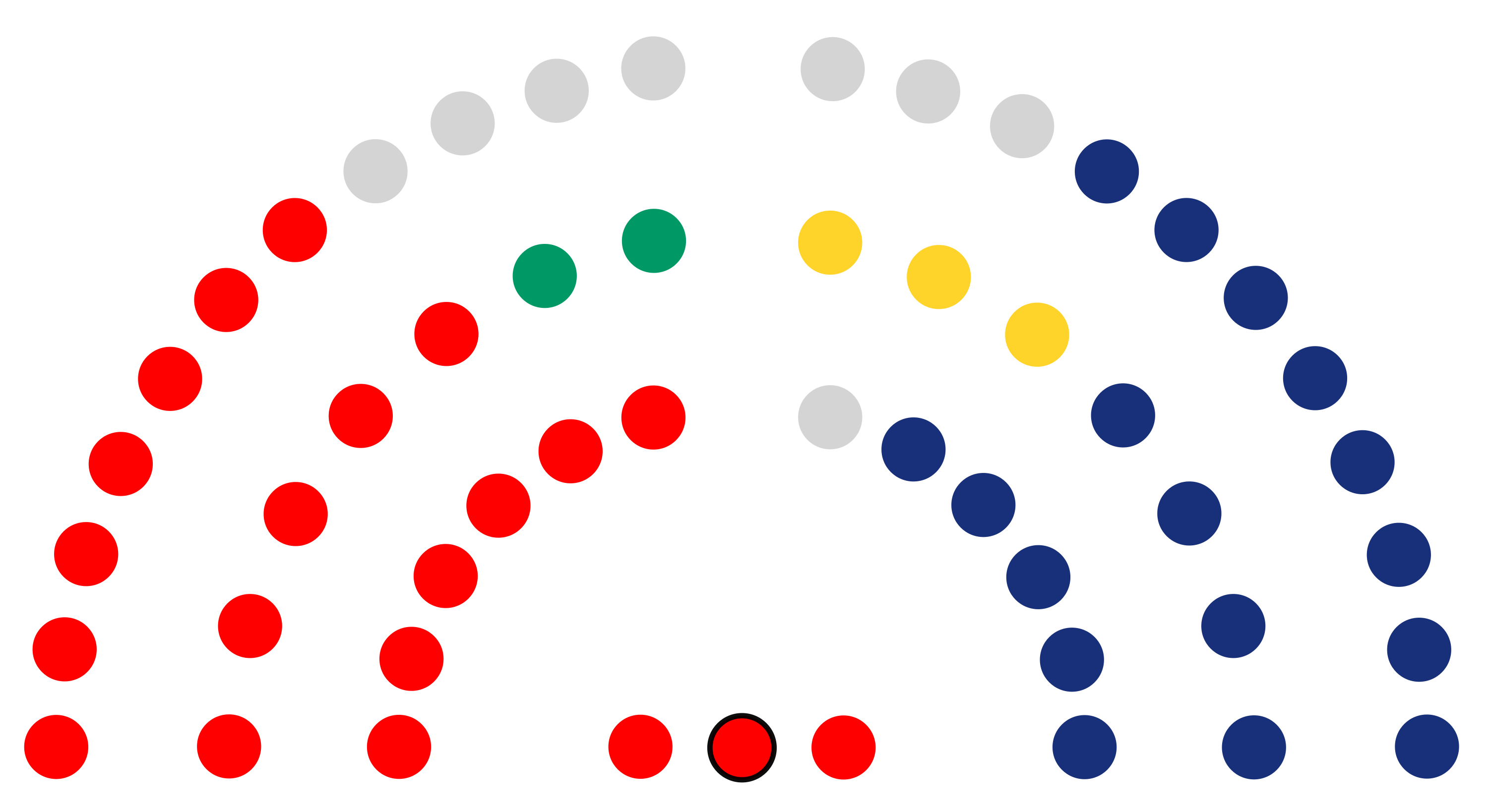
1987-1991
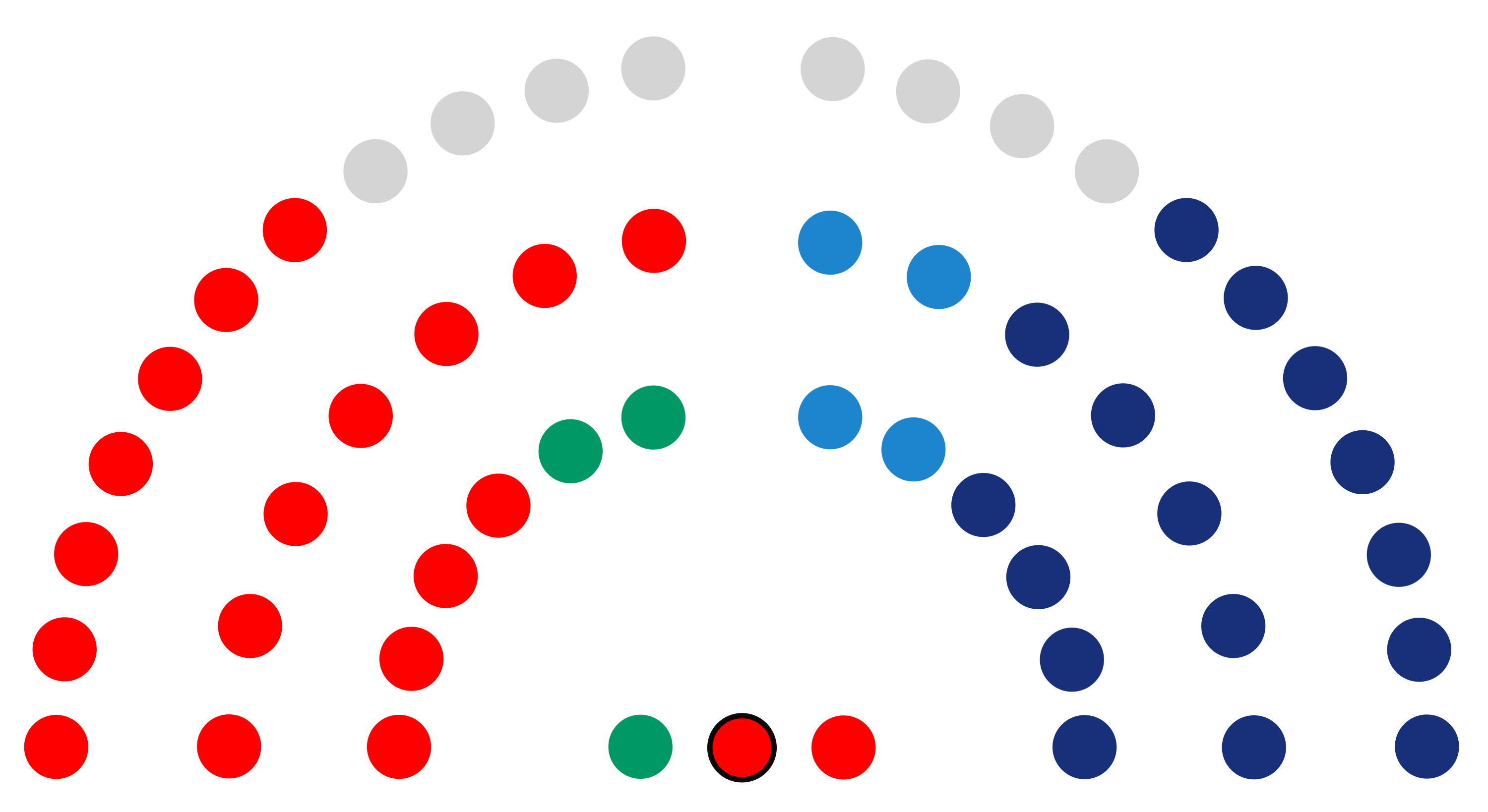
1991-1995
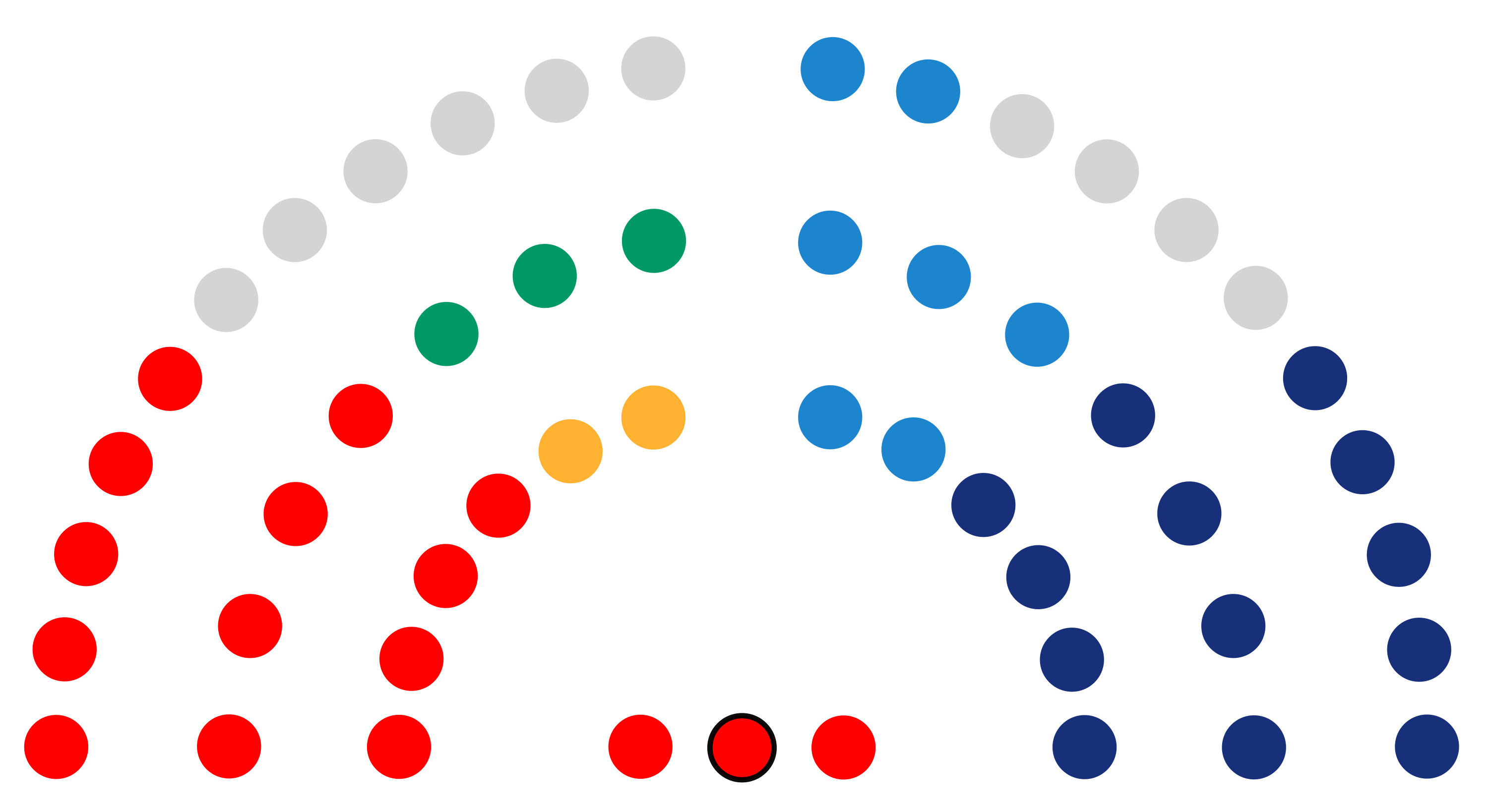
1995-1999
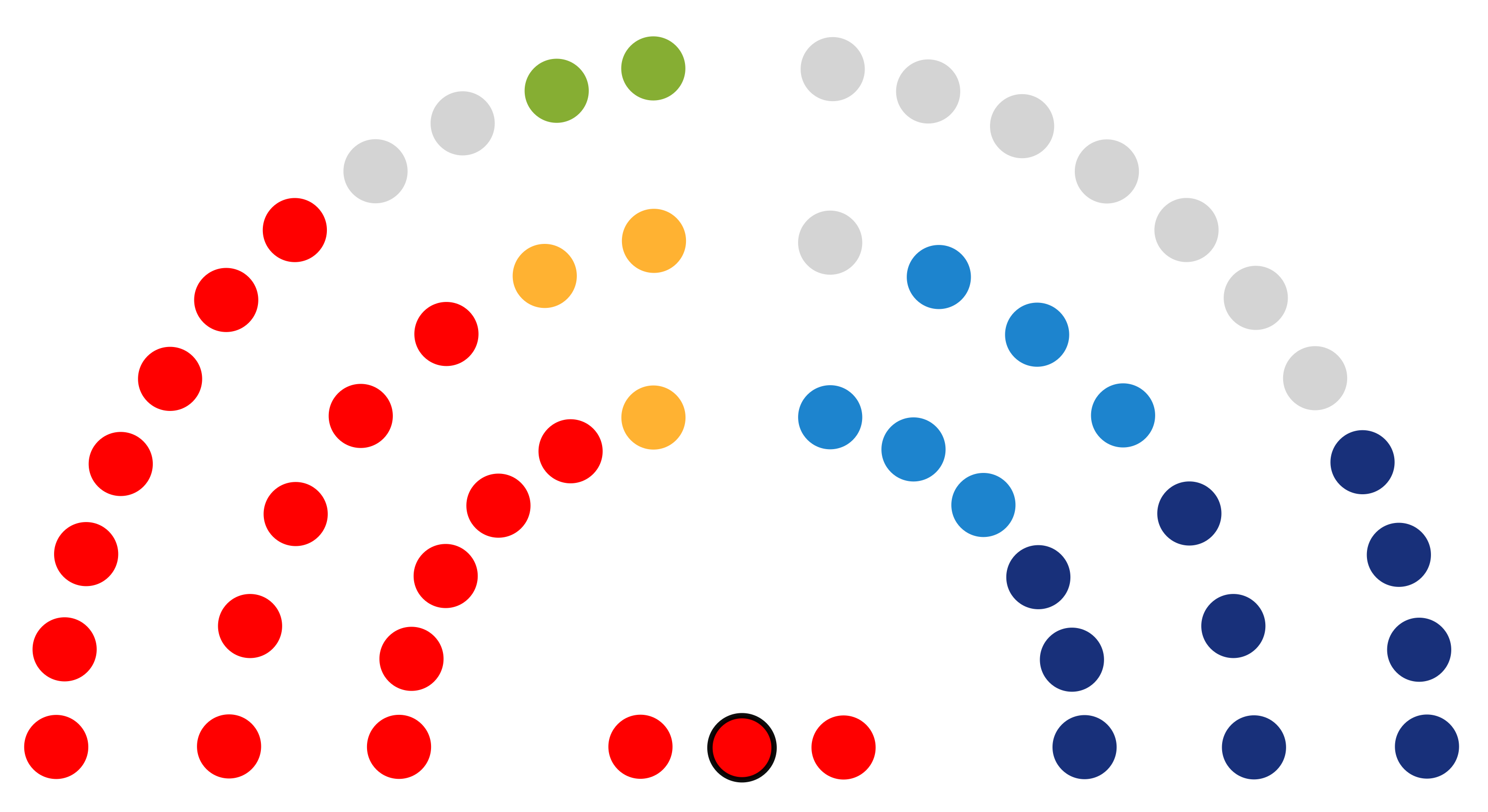
1999-2003
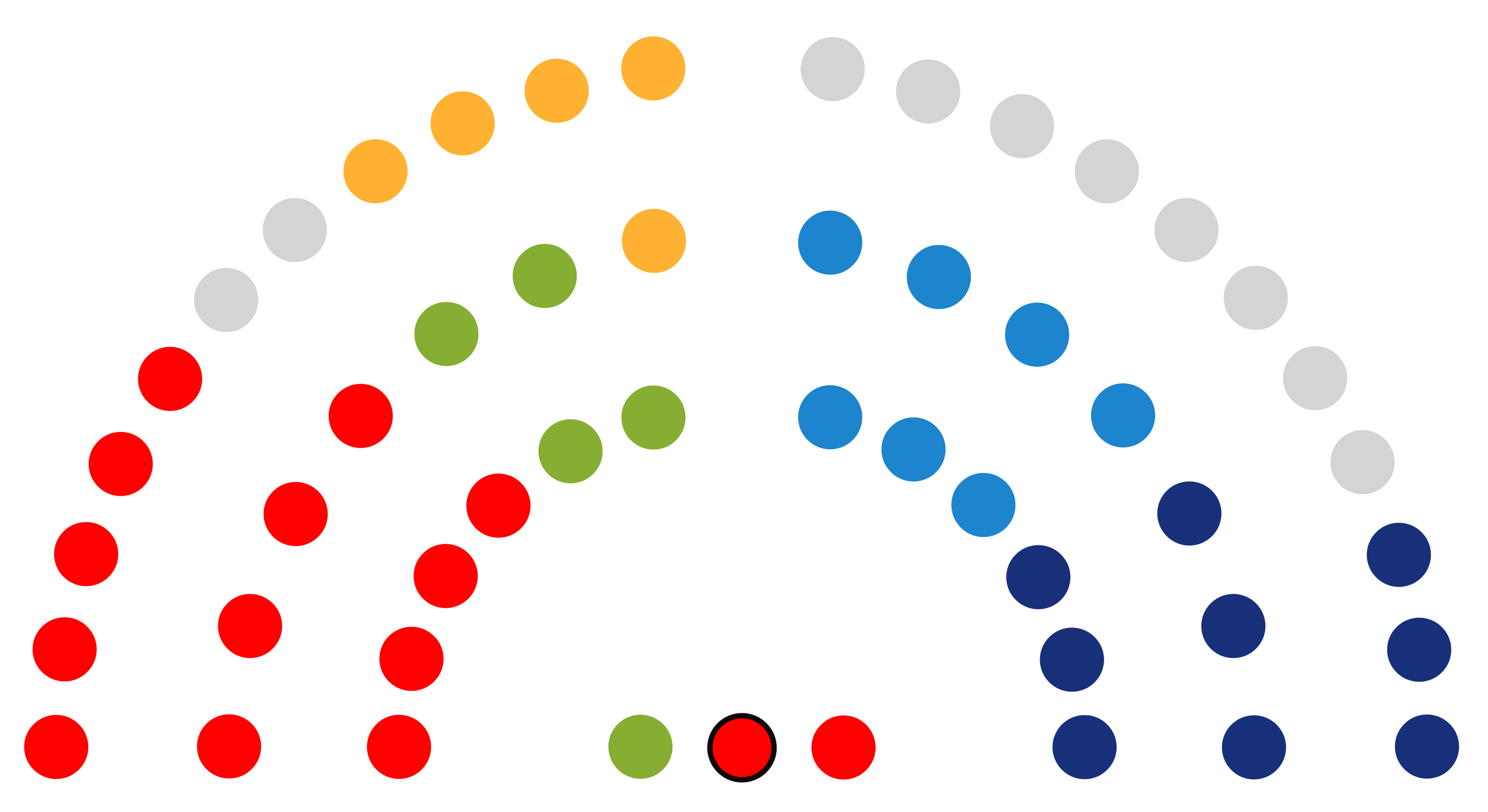
2003-2007
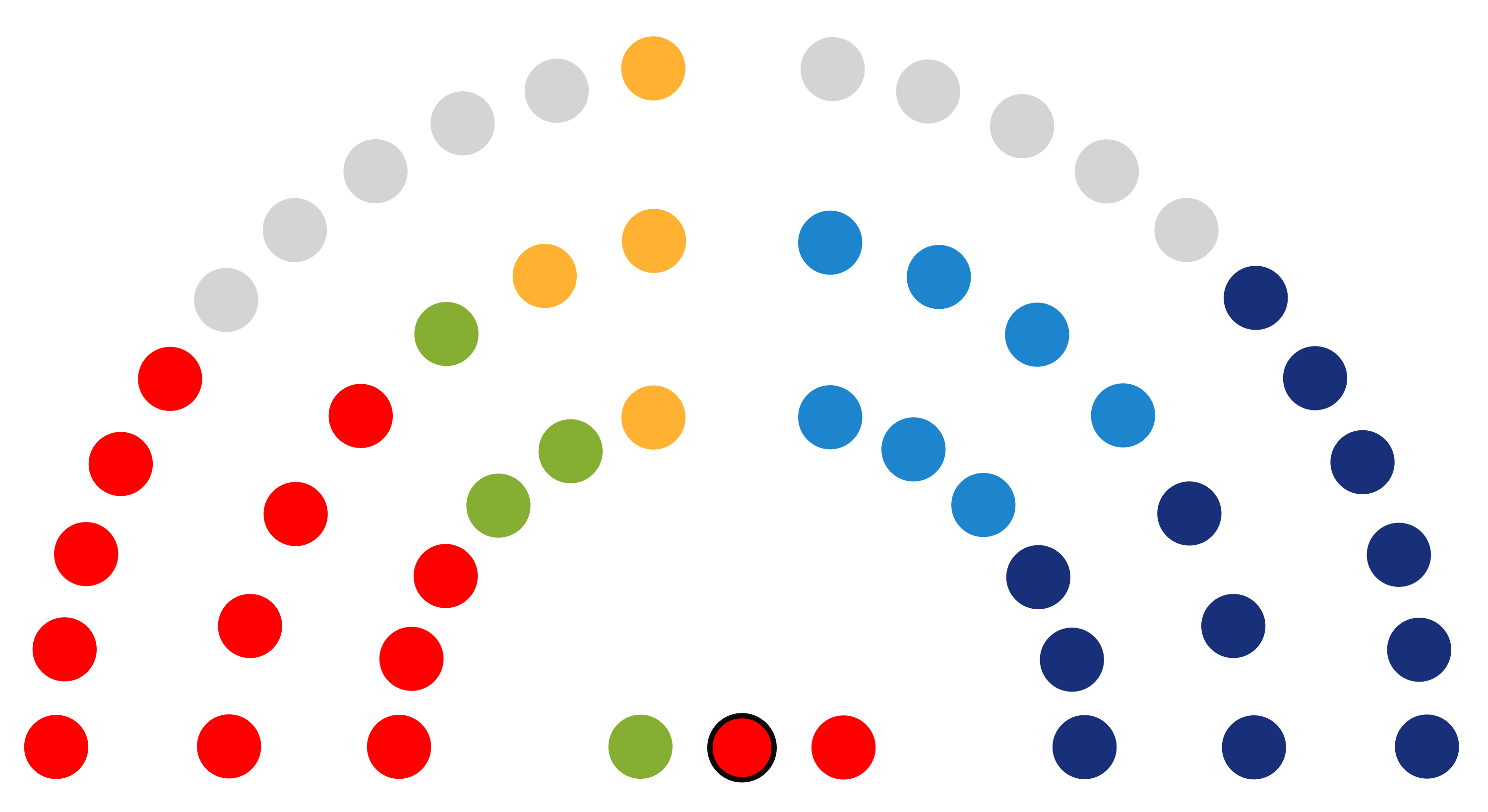
2007-2011
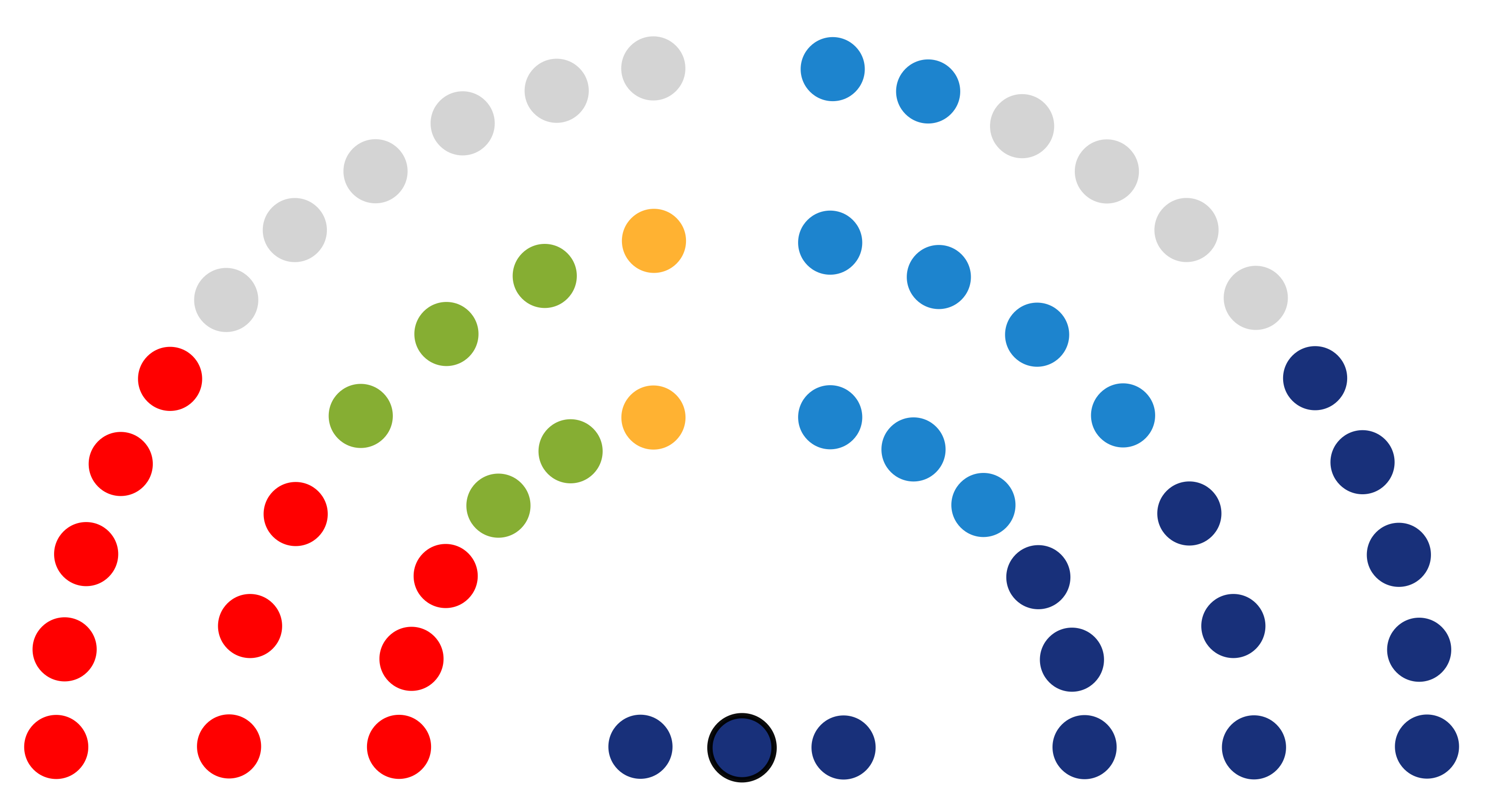
2011-2015
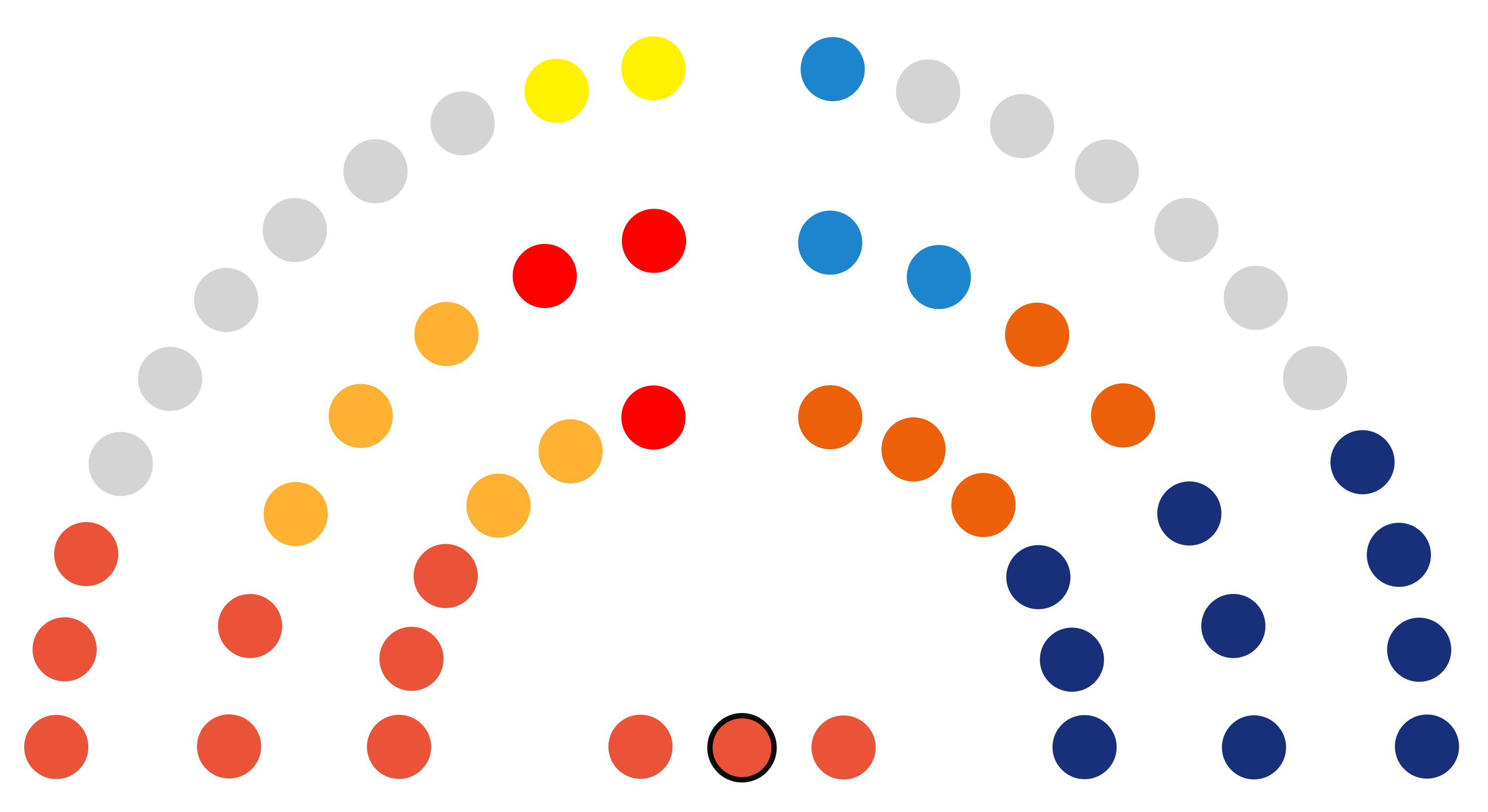
2015-2019
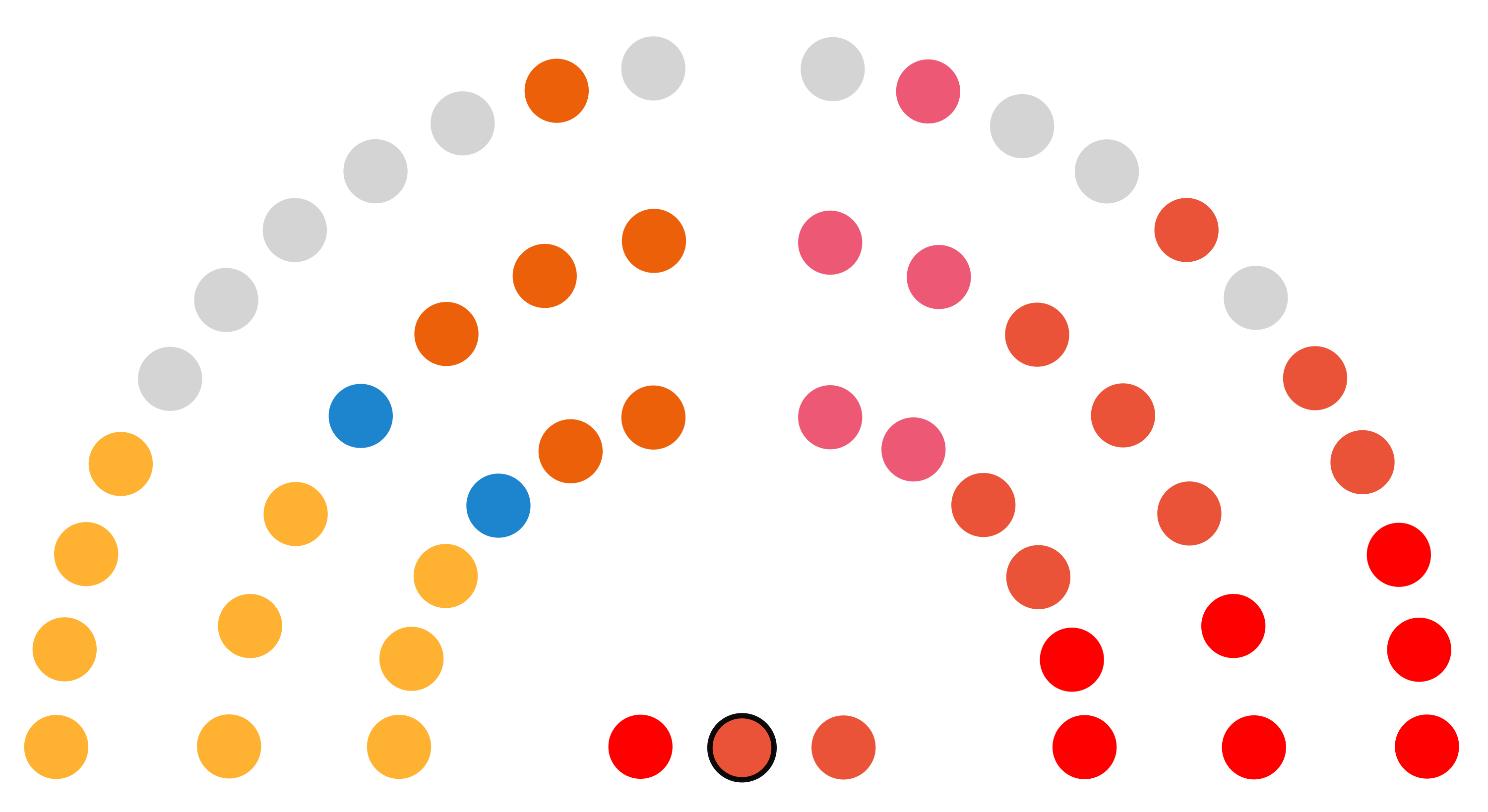
2019-2023
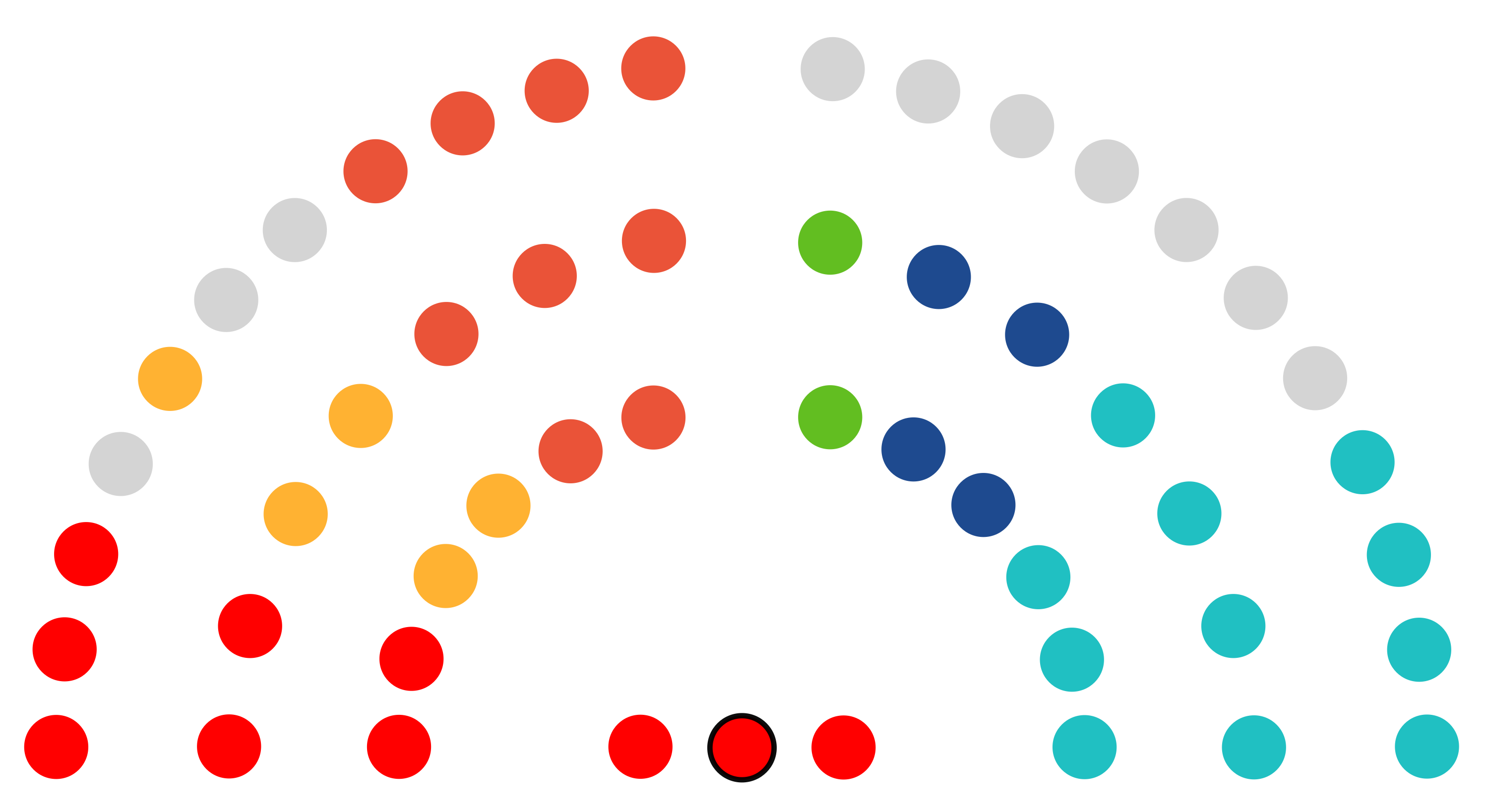
2023-Act.

## Resultados electorales históricos
| Elecciones                         |
| ---------------------------------- |
| Elecciones del 3 de abril de 1979  |
| Elecciones del 8 de mayo de 1983   |
| Elecciones del 10 de junio de 1987 |
| Elecciones del 26 de mayo de 1991  |
| Elecciones del 28 de mayo de 1995  |
| Elecciones del 13 de junio de 1999 |
| Elecciones del 25 de mayo de 2003  |
| Elecciones del 27 de mayo de 2007  |
| Elecciones del 22 de mayo de 2011  |
| Elecciones del 24 de mayo de 2015  |
| Elecciones del 26 de mayo de 2019  |
| Elecciones del 28 de mayo de 2023  |

| Partido político                                                    | 2023  | 2023    | 2023       | 2019  | 2019    | 2019       | 2015  | 2015    | 2015       | 2011  | 2011    | 2011       | 2007  | 2007    | 2007       | 2003  | 2003    | 2003       | 1999  | 1999    | 1999       | 1995  | 1995    | 1995       | 1991  | 1991    | 1991       | 1987  | 1987    | 1987       | 1983  | 1983    | 1983       | 1979  | 1979    | 1979       |
| Partido político                                                    | %     | Votos   | Concejales | %     | Votos   | Concejales | %     | Votos   | Concejales | %     | Votos   | Concejales | %     | Votos   | Concejales | %     | Votos   | Concejales | %     | Votos   | Concejales | %     | Votos   | Concejales | %     | Votos   | Concejales | %     | Votos   | Concejales | %     | Votos   | Concejales | %     | Votos   | Concejales |
| Junts per Catalunya (JxC)-Convergència i Unió (CiU)                 | 22,42 | 149 235 | 11         | 10,47 | 78 957  | 5          | 22,75 | 159 393 | 10         | 30,63 | 174 122 | 14         | 26,69 | 155 101 | 12         | 21,41 | 162 010 | 9          | 21,69 | 150 518 | 10         | 30,56 | 276     | 13         | 34,35 | 260 344 | 16         | 35,46 | 325 463 | 17         | 27,55 | 247 212 | 13         | 18,23 | 144 701 | 8          |
| Partit dels Socialistes de Catalunya (PSC)                          | 19,79 | 131 735 | 10         | 18,40 | 138 748 | 8          | 9,63  | 67 489  | 4          | 23,61 | 134 193 | 11         | 31,26 | 182 216 | 14         | 33,60 | 254 223 | 15         | 45,19 | 313 623 | 20         | 38,39 | 347 083 | 16         | 43,31 | 328 282 | 20         | 43,61 | 400 280 | 21         | 45,94 | 412 292 | 21         | 33,89 | 269 006 | 16         |
| En Comú Podem (ECP)-BeC-Iniciativa per Catalunya Verds (ICV)-PSUC   | 19,77 | 131 594 | 9          | 20,71 | 156 157 | 10         | 25,21 | 176 612 | 11         | 11,08 | 62 979  | 5          | 9,80  | 56 953  | 4          | 12,07 | 91 286  | 5          | 6,34  | 43 999  | 2          | 7,61  | 68 813  | 3          | 6,47  | 49 034  | 3          | 5,16  | 47 406  | 2          | 6,96  | 62 430  | 3          | 19,05 | 151 245 | 9          |
| Esquerra Republicana de Catalunya (ERC)                             | 11,22 | 74 720  | 5          | 21,35 | 160 990 | 10         | 11,01 | 77 120  | 5          | 5,96  | 33 900  | 2          | 9,24  | 53 707  | 4          | 12,80 | 96 868  | 5          | 6,52  | 45 278  | 3          | 5,12  | 46 272  | 2          | 2,59  | 19 629  | 0          | 2,31  | 21 236  | 0          | 3,87  | 34 772  | 0          | 5,31  | 42 167  | 2          |
| Partit Popular de Catalunya (PP)                                    | 9,21  | 61 355  | 4          | 5,01  | 37 745  | 2          | 8,71  | 61 004  | 3          | 18,38 | 104 475 | 9          | 16,36 | 95 083  | 7          | 16,12 | 121 991 | 7          | 14,87 | 103 177 | 6          | 16,62 | 150 284 | 7          | 9,87  | 74 804  | 4          | 7,56  | 69 419  | 3          | 12,96 | 116 308 | 6          | 2,96  | 23 469  | 0          |
| Vox                                                                 | 5,70  | 37 937  | 2          | 1,16  | 8723    | 0          | 0,22  | 1520    | 0          | —     | —       | —          | —     | —       | —          | —     | —       | —          | —     | —       | —          | —     | —       | —          | —     | —       | —          | —     | —       | —          | —     | —       | —          | —     | —       | —          |
| Candidatura d'Unitat Popular (CUP)                                  | 3,80  | 25 341  | 0          | 3,89  | 29 335  | 0          | 7,42  | 51 945  | 3          | 2,08  | 11 833  | 0          | —     | —       | —          | —     | —       | —          | —     | —       | —          | —     | —       | —          | —     | —       | —          | —     | —       | —          | —     | —       | —          | —     | —       | —          |
| Ciutadans (CS)                                                      | 1,10  | 7366    | 0          | 13,20 | 99 494  | 6          | 11,03 | 77 272  | 5          | 2,07  | 11 742  | 0          | 3,88  | 23 625  | 0          | —     | —       | —          | —     | —       | —          | —     | —       | —          | —     | —       | —          | —     | —       | —          | —     | —       | —          | —     | —       | —          |
| Centro Democrático y Social (CDS)-Unión de Centro Democrático (UCD) | —     | —       | —          | —     | —       | —          | —     | —       | —          | —     | —       | —          | 0,04  | 270     | 0          | 0,07  | 539     | 0          | 0,11  | 798     | 0          | 0,14  | 1256    | 0          | 0,85  | 6454    | 0          | 3,38  | 31 028  | 0          | 0,94  | 8463    | 0          | 16,67 | 132 296 | 8          |

## Gobierno municipal 2023-2027
La comisión de gobierno del Ayuntamiento de Barcelona es el órgano colegiado del gobierno ejecutivo municipal. La máxima autoridad es el alcalde de Barcelona, a la que siguen los seis tenientes de alcalde, y los concejales que dirigen diferentes ámbitos de la vida pública.
La composición del Gobierno municipal para la legislatura 2023-2027 es la siguiente:
| Nombre                  | Partido | Partido | Cargo |
| ----------------------- | ------- | ------- | --- |
| Jaume Collboni          |         | PSC     | Alcalde de Barcelona |
| Laia Bonet Rull         |         | PSC     | Primera Teniente de alcalde Área de Urbanismo, Infraestructuras, Acción Climática, Movilidad, Servicios Urbanos, Innovación Urbana, Agenda 2030 y Plan de Barrios.                                                                  |
| Maria Eugènia Gay       |         | PSC     | Segunda Teniente de alcalde Área de Presidencia, Relaciones Internacionales, Participación e Innovación Democrática, Salud, Ciclos de Vida, Personas con Discapacidad y Estrategia contra la soledad, Educación y Personas Mayores. |
| Albert Batlle Bastardas |         | Units   | Tercer Teniente de alcalde Área de Prevención, Seguridad, Convivencia y Régimen Interior |
| Jordi Valls i Riera     |         | PSC     | Cuarto Teniente de alcalde Área de Vivienda, Economía y Presupuestos, Hacienda y Política Fiscal, Turismo, Transición Digital, Patrimonio Ciencia y Conocimiento.                                                                   |
| Raquel Gil              |         | PSC     | Quinta Teniente de alcalde Área de Acción Social, Promoción Económica, Comercio, Restauración y Mercados, Empresa y Trabajo, Igualdad y Feminismos, Memoria Democrática                                                             |
| Lluís Rabell            |         | PSC     | Concejal de Plan de Barrios, Participación e Innovación Democrática, Memoria Democrática |
| David Escudé            |         | PSC     | Concejal de Deportes |
| Marta Villanueva        |         | PSC     | Concejal de Salud, Personas con Discapacidad y Estrategia contra la Soledad |
| Xavier Marcé            |         | PSC     | Concejal de Cultura e Industrias Creativas |
| Pedro Aguilera          |         | PSC     | Comisionado de Participación Ciudadana |
| Joan Ramon Riera        |         | PSC     | Comisionado de Vivienda |
| Sara Belbeida           |         | PSC     | Comisionada Relaciones Ciudadanas y Diversidad Cultural y Religiosa |
| Sonia Fuertes           |         | PSC     | Comisionada de Acción Social |
| Javier Rodríguez        |         | PSC     | Comisionado de Políticas de Infancia, Adolescencia, Juventud y LGTBI |
| Iván Pera               |         | Units   | Comisionado de Pacto de Ciudad Vieja |
| Montserrat Surroca      |         | Units   | Comisionada de Convivencia |
| Mar Jiménez             |         | PSC     | Comisionada de Asuntos Europeos |
| Carmen Zapata           |         | PSC     | Comisionada de la Noche |
| Nadia Quevedo           |         | PSC     | Comisionada de Promoción Económica |

## Distritos y barrios
Desde 1984 Barcelona se divide administrativamente en 10 distritos municipales, atendiendo a criterios demográficos y respetando los núcleos urbanos históricos de la ciudad. Los distritos municipales ayudan a descentralizar la política de la ciudad, ya que tienen autonomía y capacidad de decisión y gestión económica. 
Cada distrito se rige por un consejo municipal de distrito (en catalán: Consell Municipal de Districte), integrado por 15 concejales, que se configura en proporción al número de votos que cada partido recibe, en cada distrito, en las elecciones municipales de Barcelona. Así, sucede que, aunque el gobierno de la ciudad recaiga en un determinado partido, uno o varios distritos sean gobernados por otra formación política. El órgano ejecutivo de cada distrito es la Comisión de Gobierno, que está presidida por un regidor de distrito.
|    | N.º                 | Distrito | Concejal de distrito | Concejal de distrito | Partido |
| -- | ------------------- | -------- | -------------------- | -------------------- | ------- |
| 1  | Ciudad Vieja        |          | Albert Batlle        | PSC                  |         |
| 2  | Ensanche            |          | Jordi Valls i Riera  | PSC                  |         |
| 3  | Sans-Montjuich      |          | Raquel Gil           | PSC                  |         |
| 4  | Les Corts           |          | David Escudé         | PSC                  |         |
| 5  | Sarriá-San Gervasio |          | Maria Eugènia Gay    | PSC                  |         |
| 6  | Gracia              |          | Laia Bonet           | PSC                  |         |
| 7  | Horta-Guinardó      |          | Lluís Rabell         | PSC                  |         |
| 8  | Nou Barris          |          | Xavier Marcé         | PSC                  |         |
| 9  | San Andrés          |          | Marta Villanueva     | PSC                  |         |
| 10 | San Martín          |          | David Escudé         | PSC                  |         |

## Organismos municipales
Gran parte de la gestión municipal se lleva a cabo mediante organismos dotados de personalidad jurídica propia, creados o participados por el ayuntamiento.
Organismos autónomos:
- Instituto Municipal de Personas con Discapacidad
- Instituto Municipal de Educación
- Instituto Municipal de Informática
- Instituto Municipal de Hacienda
- Instituto Municipal de Urbanismo
- Instituto Municipal de Paisaje Urbano y Calidad de Vida
- Instituto Municipal de Mercados de Barcelona
- Instituto Barcelona Deportes
- Instituto Municipal de Servicios Sociales

Entidades públicas empresariales:
- Instituto de Cultura de Barcelona
- Instituto Municipal de Parques y Jardines
- Instituto Municipal Fundación Mies van der Rohe
- Patronato Municipal de la Vivienda

Sociedades mercantiles:
- Informació i Comunicació de Barcelona, SA
- Barcelona Gestió Urbanística, SA

Empresa que ejecuta las actuaciones urbanísticas.
- Barcelona d’Infraestructures Municipals, SA (BIMSA)

Empresa que ejecuta actuaciones urbanísticas.
- Barcelona Activa, SA

Barcelona Activa es la agencia de desarrollo local del ayuntamiento de Barcelona. Creada en el año 1986, nació como un vivero de empresas con 16 proyectos incubados. Hoy en día, Barcelona Activa da soporte a los emprendedores, la innovación, la mejora profesional y la creación de empleo. Ofrece servicios en cuatro ámbitos de actuación: Creación de empresas, crecimiento empresarial, capital humano y promoción de la ocupación.
- Barcelona de Serveis Municipals, SA (B:SM)

A través de distintas sociedades mercantiles, gestiona servicios a la movilidad (aparcamientos, grúa municipal, bicing, etc.) e instalaciones municipales como el Anillo Olímpico de Montjuic y el Palau Sant Jordi, el Barcelona Teatre Musical, el Parque de Atracciones Tibidabo, el Parque del Fórum o Mercabarna, entre otros.
Consorcios:
- Agencia de Salud Pública de Barcelona
- Consorcio Institut d’Infància i Món Urbà
- Consorcio Campus Interuniversitari del Besòs
- Agencia de Ecología Urbana de Barcelona
- Agencia Local de la Energía de Barcelona
- Consorcio del Besòs
- Consorcio de Bibliotecas de Barcelona
- Consorcio del Mercat de les Flors/Centre de les Arts de Moviment
- Consorcio El Far
- Consorcio Local Localret

Fundaciones y asociaciones:
- Fundación Barcelona Cultura
- Fundación Navegación Oceánica de Barcelona
- Asociación Red Internacional de Ciudades Educadoras

## Evolución de la deuda viva municipal
El concepto de deuda viva contempla solo las deudas con cajas y bancos relativas a créditos financieros, valores de renta fija y préstamos o créditos transferidos a terceros, excluyéndose, por tanto, la deuda comercial. La deuda viva municipal por habitante en 2014 ascendía a 610,15 €.
| Gráfica de evolución de la deuda viva del Ayuntamiento entre 2008 y 2023                            |
| |
| Deuda viva del Ayuntamiento de Barcelona, en miles de euros, según datos del Ministerio de Hacienda |